# Organohalid
Organohalider eller halocarboner er kemiske forbindelser, hvor et eller flere carbonatomer er bundet med en kovalent binding til et eller flere halogenatomer – fluor, klor, brom eller iod, hvilket giver organofluorin forbindelser, organochlorin forbindelser, organobromin forbindelser og organoiod forbindelser. Chlor organohalider er de meste almundelige og kaldes organochlorider.
Mange syntetiske organiske forbindelser såsom plastikpolymerer og nogle få naturlige indeholder halogenatomer; de kaldes halogenerede forbindelse eller organohalider. Organochlorider er de mest anvendte organohalider i industrien, selvom de øvrigt organohalider ofte bliver anvendt i organisk syntese. Bortset fra ekstremt sjældne tilfælde bliver organohalider ikke produceret biologisk, men mange lægemidler er organohalider. 
Blandt organohalider er chlorfluorcarboner (CFC-er) og hydrochlorfluorcarboner (HCFC-er) kendt både som betydelige drivhusgasser og fordi de nedbryder ozonlaget. Organohaliderne er – etter kuldioxid og metan – den tredje vigtigste drivhusgas, og beregnes i IPCCs fjerde hovedrapport at have bidraget med et strålingspåvirkning på 0,32 W/m² pr. 2005. Som gruppe bidrager organohalider med ca. 12% af det totale strålingspåvirkning fra drivhusgasser.
Udslip af disse gasser har mindsket på grund af udfasning under Montreal-protokollen, og koncentrationerne af CFC-11 og CFC113 mindsker nu på grund af naturlige nedbrydningsmekanismer. 